# 수원천
수원천(水原川)은 대한민국의 하천이다. 수원시와 용인시의 경계에 있는 광교산에서 시작되어, 수원 화성을 지나가 수원시의 황구지천으로 흘러든다. 상류구간은 창사천이라고도 불린다. 

## 역사
지동시장 앞의 수원천은 1988년 흙으로 매립되었다가,2003년 다시 복원공사를 해서 현재 모습을 갖추고 있다.

## 사진

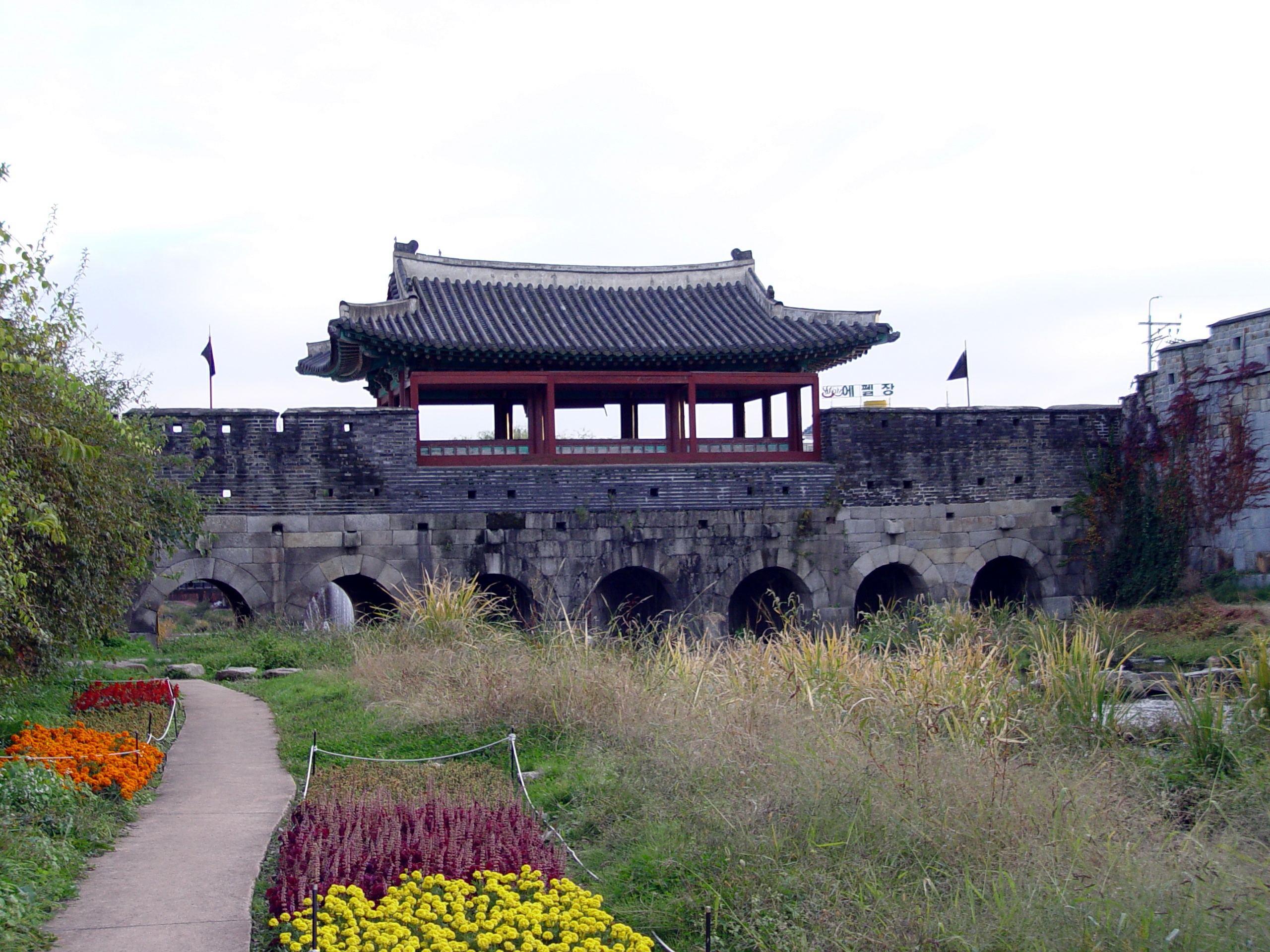
화홍문

## 같이 보기
- 수원천로